# فدراسیون وزنه‌برداری ایران
فدراسیون وزنه‌برداری ایران یک مؤسسه عمومی غیردولتی و دارای شخصیت حقوقی در ایران است که امور مربوط به وزنه‌برداری در ایران را اداره می‌کند.

## کمیته‌های فدراسیون وزنه‌برداری ایران
- کمیته داوران
- کمیته آموزش
- کمیته روابط بین‌الملل
- کمیته انضباطی
- کمیته روابط عمومی
- کمیته پیشکسوتان
- کمیته حقوقی
- سازمان لیگ

## رؤسای فدراسیون
اسامی کلیه رؤسای فدراسیون وزنه‌برداری ایران از ابتدا تاکنون به شرح زیر است:
1. امان‌الله پادگرنی (۱۳۱۸–۱۳۲۱ سرپرست رشته)
2. عبداله نادری (۱۳۲۱–۱۳۲۵ سرپرست رشته)
3. حسین صادق (۱۳۲۵–۱۳۲۹)
4. محمود نامجو (۱۳۲۹–۱۳۳۰)
5. حسین صادق (۱۳۳۰–۱۳۳۲)
6. احمدعلی ابتهاج (۱۳۳۲–۱۳۳۳)
7. فتح‌الله امیالی (۱۳۳۳–۱۳۳۴)
8. عبدالمجید بختیار (۱۳۳۴–۱۳۳۸)
9. مصطفی امجدی (۱۳۳۸–۱۳۴۱)
10. عبدالمجید بختیار (۱۳۴۱–۱۳۴۶)
11. مهدی نجم (۱۳۴۶–۱۳۴۹)
12. محمدحسن رهنوردی (۱۳۴۹–۱۳۵۰)
13. مهدی رحیمی (۱۳۵۰–۱۳۵۱)
14. علی‌اصغر پیروی (۱۳۵۱–۱۳۵۴)
15. امیرمسعود برومند (۱۳۵۴–۱۳۵۶)
16. جواد کلهر (۱۳۵۶–۱۳۵۷)
17. منوچهر برومند (۱۳۵۸–۱۳۶۴)
18. عباسعلی استکی (۱۳۶۴–۱۳۶۵)
19. محمدرضا تقی‌وند (۱۳۶۵–۱۳۶۷)
20. سعید فائقی (۱۳۶۷–۱۳۶۸)
21. غلام‌عباس زارع (۱۳۶۸–۱۳۷۲)
22. علی مرادی (۱۳۷۳–۱۳۸۵)
23. بهرام افشارزاده (۱۳۸۵–۱۳۸۸)
24. حسین رضازاده (۱۳۸۸–۱۳۹۳)
25. علی مرادی (۱۳۹۴–۱۴۰۱)
26. سجاد انوشیروانی (۱۴۰۱-تاکنون)